# غوردون ويلسون (سياسي)
غوردون ويلسون هو سياسي كندي، ولد في 2 يناير 1949 في فانكوفر في كندا. نشط حزبياً في BC United ‏.